# Juan Micha
Juan Michá San Juan Bicogo (Pujato, 28 de julio de 1975) es un entrenador y exjugador de fútbol nacionalizado (Originalmente argentino) ecuatoguineano que se desempeñó como delantero. Es el actual entrenador de la selección de fútbol Guinea Ecuatorial.

## Trayectoria

### Como futbolista
Michá fue internacional con Guinea Ecuatorial a nivel senior a fines de la década de 1990 y principios de la de 2000.

### Como entrenador
Después de terminar su carrera como jugador, Michá se convirtió en entrenador en Madrid (España). Estando en el CF Fuenlabrada conoció a Esteban Becker a quien convenció para tomar la selección femenina de Guinea Ecuatorial en 2012. Ha integrado el cuerpo técnico de Becker tanto en selecciones nacionales femeninas como masculinas.
Para 2015, Michá también era el entrenador principal de la selección nacional sub-17 de Guinea Ecuatorial. En julio de 2020 presentó su candidatura para ser nombrado responsable de la selección absoluta masculina de Guinea Ecuatorial, después de que el francés Sébastien Migné dejara vacante el cargo.
El 23 de septiembre de 2020 fue designado por la Federación Ecuatoguineana de Fútbol (FEGUIFUT) para volver a entrenar a la selección nacional sub-17. El 29 de octubre de 2020 como Guinea Ecuatorial no contaba en ese momento con un entrenador oficial de la selección absoluta, fue convocado por el presidente de la FEGUIFUT, Gustavo Ndong, para tomar partido (junto con Casto Nopo) en los dos próximos partidos oficiales contra Libia en noviembre. Como el Nzalang Nacional ganó los dos partidos, la FEGUIFUT le pidió que siguiera en el banquillo, pero antes quería firmar un contrato.
El 23 de marzo de 2021, Michá firmó oficialmente un contrato de un año para ser el próximo entrenador principal de Guinea Ecuatorial. Dos días después su equipo derrotó a Tanzania y se clasificó a la Copa Africana de Naciones 2021.
El 14 de agosto de 2024, Michá renovó hasta 2026 su contrato como entrenador con la Nzalang.